# Zahara (cantant sud-africana)
Bulelwa Mkutukana (9 de novembre de 1987 - 11 de desembre de 2023), més coneguda pel seu nom artístic Zahara, fou una cantant i compositora sud-africana. Va començar a cantar al cor de la seva escola quan tenia sis anys i, als nou anys, li van dir que s'unís al cor sènior per la seva forta veu.
L'any 2011, Zahara va llançar el seu àlbum de debut Loliwe, que va aconseguir el disc de platí en tretze dies i un doble platí després de disset dies, venent més de 100.000 còpies a Sud-àfrica. El videoclip del seu senzill de debut, Loliwe, ha superat els 5 milions de visualitzacions a YouTube. El 30 d'abril de 2012, en els premis anuals de música sud-africana, Zahara va guanyar vuit premis, inclosos els de "Millor artista femenina" i "Àlbum de l'any". També va rebre el premi al millor àlbum de producció pel seu àlbum "Country Girl".

## Primers anys de vida
Va néixer a l'assentament informal de Phumlani, a East London, a Eastern Cape, a Sud-àfrica, on va viure amb els seus pares Nokhaya i Mlamli Mkutukana. És la sisena de set fills. Va mostrar el seu amor pel cant amb sis anys. Per primera vegada va cridar l'atenció quan amb nou anys, va ser nomenada cantant d'un cor local de l'escola dominical de Phumlani. El seu nom artístic significa "flor florida"; de petita era coneguda amb el sobrenom de 'Spinach" ("Espinacs").

## Carrera musical
La seva música es classifica lliurement com "Afrosoul" i canta en la seva llengua materna, xhosa, i en anglès. La seva música s'ha descrit com una barreja d'estils que han estat popularitzats per Tracy Chapman i Índia Arie.
Zahara va començar la seva carrera cantant pels carrers d'East London. La va veure TK Nciza de TS Records, que la va fer signar amb el seu segell.
El disc debut de Zahara, Loliwe, es va publicar el 2011. El primer número es va esgotar en 72 hores, i dinou dies després, l'àlbum va aconseguir el doble disc de platí a Sud-àfrica en superar les 100.000 marques de vendes. Això la va convertir en el segon músic després de Brenda Fassie, que també era natural de Xhosa, en assolir aquesta xifra en un temps rècord. Zahara va llançar el seu primer DVD en viu amb el concursant X-Factor USA, LeRoy Bell. El DVD va arribar al platí (segons els estàndards establerts per la indústria de la gravació de Sud-àfrica) en un dia.
L'1 de maig de 2012, en els premis anuals de música sud-africana, Zahara va guanyar vuit premis, inclosos "Millor artista femenina" i "Àlbum de l'any".
L'any 2013, Zahara va llançar el seu segon àlbum d'estudi, Phendula. L'àlbum va guanyar tres premis sud-africans de la música al millor àlbum venut, al millor àlbum de R&B, soul i reggae i a la millor artista femenina de l'any. El mateix any, Nelson Mandela la va convidar a casa seva per fer un concert privat de nit. Després va compondre "Nelson Mandela" en honor seu i el va llançar com a EP.
El juliol del 2014, el germà petit de Zahara va ser assassinat a East London. Segons Zahara, va passar un període de depressió després de la seva mort, però es va recuperar prou per al llançament de 2015 de Country Girl.
L'any 2017, Zahara va signar amb Warner Music South Africa i va publicar Mgodi, el seu quart àlbum d'estudi. L'àlbum es va tornar disc d'or després de només sis hores.
Va ser nomenada per la BBC com una de les 100 Dones de l'any, una llista de 100 dones inspiradores i influents de tot el món, de l'any 2020.

## Discografia
- Loliwe (2011)
- The Beginning Live (2012)
- Nelson Mandela (2013)
- Phendula (2013)
- Country Girl (2015)
- Mgodi (2017)

## Premis i nominacions
| Any  | Esdeveniment                           | Premi                                 | Treball                                                                         | Resultat  | Ref           |
| ---- | -------------------------------------- | ------------------------------------- | ------------------------------------------------------------------------------- | --------- | ------------- |
| 2014 | African Muzik Magazine Awards          | Millor cantant femenina de Sud-áfrica |                                                                                 | Guanyador | [ 10 ]        |
| 2014 | 20th Annual South African Music Awards | Millor Album en ventes                | Phendula                                                                        | Guanyador | [ 11 ]        |
| 2014 | 20th Annual South African Music Awards | Artista femenina de l'any             | Phendula                                                                        | Guanyador | [ 11 ]        |
| 2014 | 20th Annual South African Music Awards | Millor RnB, Soul i Reggae             | Phendula                                                                        | Nominat   | [ 12 ]        |
| 2014 | Metro FM Music Awards                  | Millor Album de Pop                   | Phendula                                                                        | Nominat   | [ 13 ]        |
| 2014 | Metro FM Music Awards                  | Millor artista femenina               |                                                                                 | Nominat   | [ 13 ]        |
| 2014 | Metro FM Music Awards                  | Cançó de l'any                        | "Phendula"                                                                      | Nominat   | [ 13 ]        |
| 2013 | Nigeria Entertainment Awards           | Artista de l'any                      |                                                                                 | Guanyador | [ 14 ]        |
| 2013 | 19th Annual South African Music Awards | Millor col·laboració                  | "Thetha Nami" (Riot featuring Zahara)                                           | Guanyador | [ 15 ]        |
| 2013 | 19th Annual South African Music Awards | Millor col·laboració                  | "Hold On (Bambelela)" (Zahara featuring LeRoy Bell and the Soweto Gospel Choir) | Nominat   | [ 16 ]        |
| 2013 | 19th Annual South African Music Awards | Millor DVD en viu                     | The Beginning Live                                                              | Nominat   | [ 16 ]        |
| 2013 | 19th Annual South African Music Awards | MTN SAMA Gravació de l'any            | "Umthwalo"                                                                      | Nominat   | [ 16 ]        |
| 2013 | 19th Annual South African Music Awards | Tó de trucada més descarregat         | "Loliwe"                                                                        | Guanyador |               |
| 2012 | Kora Awards                            | Millor artista sud-africana           | "Loliwe"                                                                        | Guanyador | [ 17 ]        |
| 2012 | Channel O Music Video Awards           | Millor vídeo femení                   | "Loliwe"                                                                        | Guanyador | [ 18 ]        |
| 2012 | 18th Annual South African Music Awards | Millor Smooth Urban Music Album       | Loliwe                                                                          | Guanyador | [ 19 ]        |
| 2012 | 18th Annual South African Music Awards | Millor Col·laboració                  | "Incwad' Encane" (Zahara featuring Georgie Munetsi)                             | Guanyador | [ 19 ]        |
| 2012 | 18th Annual South African Music Awards | Millor Album                          | Loliwe                                                                          | Guanyador | [ 19 ]        |
| 2012 | 18th Annual South African Music Awards | Artista novell de l'any               | "Loliwe"                                                                        | Guanyador | [ 19 ]        |
| 2012 | 18th Annual South African Music Awards | Artista femenina de l'any             | "Loliwe"                                                                        | Guanyador | [ 19 ]        |
| 2012 | 18th Annual South African Music Awards | Album de l'any                        | Loliwe                                                                          | Guanyador | [ 19 ]        |
| 2012 | 18th Annual South African Music Awards | Album amb més descarregues de l'any   | "Loliwe"                                                                        | Guanyador | [ 20 ]        |
| 2012 | 18th Annual South African Music Awards | Remix de l'any                        | "Lengoma" (DJ Sbu featuring Zahara)                                             | Guanyador | [ 20 ]        |
| 2012 | The Headies                            | Artista africà de l'any               | "Loliwe"                                                                        | Nominat   | [ 21 ]        |
| 2011 | Metro FM Music Awards [A]              | Millor producció                      | Loliwe                                                                          | Nominat   | [ 22 ] [ 23 ] |
| 2011 | Metro FM Music Awards [A]              | Millor album femení                   | Loliwe                                                                          | Guanyador | [ 22 ] [ 23 ] |
| 2011 | Metro FM Music Awards [A]              | Millor cantant novell                 |                                                                                 | Nominat   | [ 22 ] [ 23 ] |
| 2011 | Metro FM Music Awards [A]              | Cançó de l'any                        | "Loliwe"                                                                        | Guanyador | [ 22 ] [ 23 ] |
| 2011 | Metro FM Music Awards [A]              | Single de l'any                       | "Lengoma" (DJ Sbu featuring Zahara)                                             | Guanyador | [ 22 ] [ 23 ] |
| 2011 | Feather Awards                         | Music (Zakes Bantwini and Zahara)     |                                                                                 | Guanyador | [ 24 ]        |